# Perbersdorf (Gemeinde Neuhofen)
Perbersdorf ist eine Ortschaft und eine Katastralgemeinde in der Marktgemeinde Neuhofen an der Ybbs im Bezirk Amstetten, Niederösterreich.

## Geografie
Die Ortschaft befindet sich im niederösterreichischen Alpenvorland, im Westen des Mostviertels und südlich von Amstetten. Am 1. Jänner 2024 zählte die Ortschaft 414 Einwohner.

## Geschichte
Laut Adressbuch von Österreich waren im Jahr 1938 in Perbersdorf ein Gastwirt und einige Landwirte ansässig.